# Hasugavalli, Sakleshpur
Hasugavalli là một làng thuộc tehsil Sakleshpur, huyện Hassan, bang Karnataka, Ấn Độ.